# Crazy for You (Madonna)
Crazy for You è un brano musicale del 1985 della cantante statunitense Madonna, scritto per la colonna sonora del film omonimo. Il titolo originale del film era Vision Quest, ma il successo della canzone della colonna sonora fu tale da spingere i distributori europei a modificare il titolo originario del film in Crazy for You.
Il pezzo, una delle ballate più famose della discografia di Madonna, ha visto due differenti pubblicazioni, a distanza di cinque anni una dall'altra: la prima nel 1985, all'interno dell'album che raccoglie la colonna sonora del film; la seconda nel 1990, all'interno della prima raccolta di successi di Madonna The Immaculate Collection, dove furono inserite le versioni remixate e rimasterizzate da Shep Pettibone. Inoltre, questo brano è stato inserito nella raccolta di ballate di Madonna Something to Remember uscita nel 1995 e in Celebration uscita nel 2009.
I produttori Jon Peters e Peter Guber e il regista musicale Phil Ramone decisero di scegliere Madonna per la canzone della colonna sonora, dopo avere ascoltato i suoi singoli precedenti. Quindi contattatoro John Bettis e Jon Lind e a loro fu attribuito di comporre la canzone. Questi ultimi, dopo aver letto la sceneggiatura del film, crearono la canzone, immaginando la scena in cui i personaggi principali si incontrano in un nightclub. Le prime sessioni di registrazione non li impressionarono e temettero che la canzone Crazy for You sarebbe stata rimossa dalla colonna sonora del film. Tuttavia, dopo alcune modifiche e una nuova registrazione, gli autori rimasero soddisfatti della canzone.
Fu John "Jellybean" Benitez ad occuparsi della produzione della canzone. Era la prima volta che John "Jellybean" Benitez lavorava su una ballata, poiché, fino a quel momento, aveva lavorato alla produzione di brani pop dance.
Inizialmente, la Warner Bros. Records non voleva che la canzone fosse lanciata come singolo, credendo che avrebbe distolto l'attenzione dal secondo album in studio della cantante, Like a Virgin. Alla fine, i funzionari Peters e Guber convinsero l'azienda a lanciare la canzone sul mercato.
Crazy for You rappresentava una nuova direzione musicale per Madonna, la quale, fino ad allora, non aveva mai registrato ballate prima. Inoltre, Crazy for You rappresenta la prima ballata di Madonna ad essere rilasciata come singolo. In Crazy for You troviamo varie strumentazioni, tra cui un'arpa, un oboe, i sintetizzatori e un accordo di chitarra elettrica. Il testo della canzone descrive un amore estremo per l'altro e contiene dichiarazioni sul desiderio sessuale tra due amanti.
In generale Crazy for You ricevette pareri positivi da parte della critica e guadagnò persino una nomination per i Grammy Awards del 1986 nella categoria miglior performance vocale femminile pop.
Inoltre la canzone è stata inserita in numerose liste delle migliori canzoni della cantante. Dal punto di vista musicale, la canzone diventò il secondo numero 1 di Madonna nella Billboard Hot 100, e la canzone raggiunse la stessa posizione in Australia e in Canada.
Raggiunse il secondo posto nelle classifiche di Irlanda, Nuova Zelanda e Regno Unito. In quest'ultimo paese ricevette un disco d'oro assegnato dalla British Phonographic Industry (BPI).

## Descrizione
Crazy for You rappresentò una nuova direzione musicale per la cantante, dal momento che non aveva mai registrato ballate prima. Rikky Rooksby, nel suo libro The Complete Guide to the Music of Madonna, definì la canzone sofisticata, se comparata alle canzoni precedenti. Per quanto riguarda gli strumenti, nell'introduzione si ritrovano strumenti a fiato e un accordo di chitarra elettrica, che scorre da un motivo ad un altro. Tra gli altri strumenti troviamo un'arpa, un sintetizzatore e una chitarra. Il ritmo completo della canzone non inizia fino a ché non si giunge al coro, nel quale la svolta della melodia permette a Madonna di allungarsi su note più alte..
Secondo la partitura pubblicata su Musicnotes.com da Alfred Publishing Co., Inc., «Crazy for You» è composta in 4/4 e possiede un tempo medio di 104 battiti al minuto. La canzone è composta nella tonalità di mi maggiore e il registro vocale di Madonna si estende fino alla nota sol♯4 a do♯6.
Il brano segue la progressione armonica mi-la-si-la.
A differenza dei singoli precedenti, la sequenza di accordi non si ripete e il coro giunge lentamente all'acme della canzone. Il testo parla di un amore estremo per l'altro e fa riferimento alla canzone Then I Kissed Her dei The Crystals.
Secondo Dave Marsh, il testo della canzone parla di un sincero desiderio sessuale tra due adolescenti e affermò che il verso I'm crazy for you; touch me once and you'll know it's true non era ambiguo e aiutò Madonna a capitalizzare l'attenzione su tale disambiguazione.

## Accoglienza
In generale, Crazy for You ricevette recensioni positive dai critici musicali. Rikky Rooksby, autore de The Complete Guide to the Music of Madonna, definì la canzone "sofisticata", e Stephen Thomas Erle wine, di AllMusic, definì la canzone uno dei più importanti successi di Madonna.
Il biografo J. Randy Taraborrelli definì la canzone «audace» e sostenne che la canzone diede prova del fatto che Madonna fosse vocalmente capace di realizzare una ballata seria.
Allen Metz e Carol Benson, autori di The Madonna Companion: Two Decades of Commentary affermarono che la canzone suonava come una versione di una canzone di Connie Francis adolescente, che trasuda lo stile di una storia d'amore antica scritta a mano, in particolare nel verso: It's so brand new; I'm really crazy for you —"è così nuovo; sono pazza di te"—».
Dave Marsh, in The Heart of Rock & Soul: The 1001 Greatest Singles Ever Made, affermó che con la coda della canzone, la cantante trasformó Crazy for You in una canzone d'amore per adulti, e William McKeen, di Rock and roll is here to stay: an anthology, affermó che «offrì una sessualità aggressiva per le donne».
Scott Kearnan di Boston.com, nel definire i trenta migliori singoli di Madonna, affermò che con Crazy for You Madonna ha dimostrato di potere colpire nel segno con una ballata di successo.
Al contrario, Maria Raha, nel suo libro Cinderella's Big Score: Women of the Punk and Indie Underground, affermò che «Madonna ha portato un baule pieno di tesi banali nella lunga tradizione della musica pop».
In una opinione meno positiva, Andrew Harrison, della rivista britannica Select, definì la canzone «noiosa».
La canzone venne inserita nella telenovela brasiliana A Gata Comeu.

## Esecuzioni dal vivo
Crazy for You è stata cantata dal vivo per la prima volta durante il The Virgin Tour del 1985. Durante l'esibizione Madonna indossava un top nero e una gonna lunga dello stesso colore. Portava i capelli legati e un crocifisso al collo. La performance era semplice: Madonna cantava seduta sulle scale del palcoscenico, procedendo nell'interpretazione della canzone. Paul Grein, direttore musicale di Billboard, affermò che  Madonna era al suo meglio in Crazy for You e che la cantante fece un buon uso delle qualità più profonde e rauche della sua voce, che le permisero di riflettere l'approccio serio del testo. Robert Hilburn, del Los Angeles Times, fece una recensione positiva del concerto di Costa Mesa, California e dichiarò che « Madonna è una cantante pop perfettamente adeguata, che mostra di essere brava in una canzone come "Crazy for You"»
Madonna riportò in scena Crazy for You durante il Re-Invention Tour del 2004. La popstar cantava la canzone nell'ultimo segmento del concerto, definito "scozzese-tribale". Per l'esibizione Madonna indossava un kilt e una T-shirt con delle epigrafi diverse nei vari concerti. In generale la maglietta portava la scritta "Kabbalists Do It Better" - ("I Kabbalisti lo fanno meglio"), ma negli spettacoli realizzati in Regno Unito e in Irlanda nella maglietta erano incise le frasi "gli inglesi lo fanno meglio" e "gli irlandesi lo fanno meglio ", rispettivamente. Madonna, ad ogni concerto, dedicava la canzone ai suoi ammiratori. Kelefa Sanneh, del New York Times, nella sua critica al concerto del 26 di Maggio del 2004 a Inglewood, California, Stati Uniti, descrisse come «nostalgico» il momento in cui il pubblico cantava la canzone con Madonna. Al contrario, Joshua Klein, del Chicago Tribune, affermò che la cantante era «completamente ridicola» tanto nella interpretazione di «Papa Don't Preach» come in quella di «Crazy for You». A differenza di altri canzoni interpretate nel concerto, Crazy for You non fu inserita nell'album I'm Going to Tell You a Secret, pubblicato nel giugno del 2006.
La canzone è stata interpretata anche durante alcune tappe del Rebel Heart Tour. Il 25 febbraio 2016 Madonna cantò Crazy for You a Manila per commemorare il 30º anniversario della rivoluzione EDSA. Prima di iniziare la performance disse al pubblico: "Penso che 30 anni fa avete lottato per la libertà, ho ragione? [...] per la democrazia e la libertà! Questa è la rivoluzione dell'amore. E questo è il motivo per cui combatte un cuore ribelle. Quindi, in questa occasione molto speciale, voglio cantare questa canzone".

## Successo commerciale
Negli Stati Uniti Crazy for You debuttò alla posizione n° 54 nel marzo del 1985 e raggiunse la prima posizione 6 settimane dopo. Poi fu n° 1 in Canada, Australia (per 4 settimane consecutive), Giappone e Brasile. Negli Stati Uniti e in Australia fu tra i primi 10 singoli più venduti del 1985.
Fu inoltre il primo vero successo di Madonna nella classifica Hot Adult Contemporary Tracks, dove raggiunse la posizione n° 2. 
In Europa il successo fu minore, ad eccezione del Regno Unito e dell'Irlanda, dove raggiunse la posizione n° 2, della Danimarca, dove riuscì ad arrivare alla n° 3 e in Portogallo (n° 8).

## Tracce
- US 7"[39]

1. Crazy for You – 3:59
2. No More Words (Berlin) – 3:54

- US 7" promo single[40]

1. Crazy for You – 4:08
2. Gambler – 3:54

- NDL 12"[41]

1. Crazy for You – 4:08
2. I'll Fall in Love Again (Sammy Hagar) – 4:11
3. Only the Young (Journey) – 4:01

- UK 7" (1985)[42]

1. Crazy for You – 3:59
2. I'll Fall in Love Again (Sammy Hagar) – 4:11

- UK 7" (1991)[43]

1. Crazy for You (Remix) – 3:45
2. Keep It Together (Shep Pettibone Single Remix) – 4:30

- UK 12" single/CD maxi-single (1991)[44]

1. Crazy for You (Remix) – 3:45
2. Keep It Together (Shep Pettibone Remix) – 7:45
3. Into the Groove (Shep Pettibone Remix) – 8:06

## Classifiche
| Classifica (1985) | Posizione massima |
| ----------------- | ----------------- |
| Australia         | 1                 |
| Austria           | 23                |
| Belgio            | 13                |
| Canada            | 1                 |
| Paesi Bassi       | 11                |
| Francia           | 47                |
| Germania          | 26                |
| Irlanda           | 2                 |
| Italia            | 15                |
| Giappone          | 4                 |
| Nuova Zelanda     | 2                 |
| Spagna            | 17                |
| Sudafrica         | 7                 |
| Svezia            | 13                |
| Svizzera          | 16                |
| Regno Unito       | 2                 |
| Stati Uniti       | 1                 |

### Classifiche di fine anno
| Classifica (1985) | Posizione |
| ----------------- | --------- |
| Canada            | 7         |
| Paesi Bassi       | 58        |
| Italia            | 59        |
| Stati Uniti       | 9         |

## Cover
Nel 2014 il brano è stato reinterpretato in chiave punk rock dalla cover band statunitense Me First and the Gimme Gimmes nell'album Are We Not Men? We Are Diva!.